# Троїцьконікольський
Троїцьконікольський (рос. Троицконикольский) — селище у Брасовському районі Брянської області Росії. Входить до складу муніципального утворення Глодневське сільське поселення.
Розташоване за 4 км на захід від села Глодневе.

## Історія
Виникло у 1920-ті роки; спочатку — два окремих селища: Троїцьке (східна частина) і Нікольське (південно-західна частина). До 2005 року входило до Глодневської сільради.

## Населення
За найновішими даними, у селі немає постійного населення.
У минулому чисельність мешканців була такою:
| Роки      | 1979 | 1989 | 2002 | 2010 |
| --------- | ---- | ---- | ---- | ---- |
| Населення | 165  | 55   | 27   | 2    |